# Автошлях B246 (Німеччина)
Федеральна траса B246 (B246, нім. Bundesstraße 246) — проходить через федеральні землі Бранденбург і Саксонія-Ангальт.

## Маршрут
B 246 проходить у напрямку схід-захід і складається з двох ділянок. Довша східна частина починається в Кенігсборні на B184, проходить через Флемінг, проходить на схід повз Берлін і закінчується в Айзенгюттенштадті на B112. Коротша західна частина B246 веде на схід від B245 біля Нойвегерслебена до B246a в Ванцлебені.